# Jyllands-Posten
Morgenavisen Jyllands-Posten (în daneză  ˈmɒːˀn̩æˌʋiːˀsn̩ ˈjylænsˌpʌsdn̩ (ajutor·info); în traducere, Ziarul de Dimineață Mesagerul Iutlandei), prescurtat frecvent Jyllands-Posten sau JP, este un cotidian în format larg din Danemarca. Redacția își are sediul în Viby, o suburbie a Århusului, și publicația are un tiraj zilnic de circa 120.000 de exemplare, fiind unul dintre cele mai bine vândute ziare din țară. Concurenții săi principali sunt Politiken și ziarul în format compact Berlingske Tidende.
Fundația care finanțează publicația, Jyllands-Postens Fond, îl definește ca ziar independent liberal (de centru-dreapta). Ziarul a susținut oficial până în 1938 Partidul Popular Conservator.
JP a fost centrul unei controverse privind unele caricaturi care îl reprezentau pe profetul musulman Mahomed.